# XIIX (アルバム)
『XIIX』（テントゥエンティ）は、日本のバンドXIIXの3枚目のオリジナル・アルバム。2023年7月26日に発売された。発売元はTOY'S FACTORY。

## 背景
・バンド名を冠したセルフタイトルのアルバムとなっている。
・今作のリリースにあたり、XIIXは「今までとこれからが交わる現在地を、大事な自分たち名前を使って一枚のアルバムに記しました」とコメントしている。
・今作のリリースが発表された2023年5月2日時点では曲数も未定で「12曲から13曲の収録が予定されている」とされていた。
・セルフタイトルということ、そしてデビュー当時から「アルバム3枚出してからが本番」と公言していたこともあり、「XIIXとは何か？」という自問自答が今作のテーマとなっている。
・XIIXはこれまではデータを送り合う制作スタイルだったが、2023年初頭、初めて須藤のスタジオで2人で顔を合わせながら制作した。

## 収録曲
作詞 : 斎藤宏介、作曲 : 斎藤宏介 / 須藤優、編曲 : 須藤優 (特記以外)
1. 魔法の鏡
・作詞 : 斎藤宏介 / 内澤崇仁
・弦編曲 : 須藤優
・2人だけでは生まれないものを作ってみたいという気持ちから、andropの内澤崇仁に作詞を依頼した[2]。
・内澤に「今こういう思いでXIIXをやっていて、こういうアルバムにしたいと思っています」ということだけを伝えて、書いてもらった1番の歌詞を受けて、斎藤が2番以降の歌詞を書いた[2] 。
・“鏡に映る自分との対話”が歌詞のテーマとなっている[2] 。
・須藤はKAMINARI GUITARSによって新たに作られた5弦ベースを演奏している。
2. 月と蝶
・須藤はKAMINARI GUITARSによって新たに作られた5弦ベースを演奏している。
3. スプレー feat. SKY-HI & 谷中敦 (東京スカパラダイスオーケストラ)
・作詞 : 斎藤宏介 / SKY-HI
・配信シングルとして2022年8月24日にリリース。
・SKY-HIと東京スカパラダイスオーケストラの谷中敦とのコラボ楽曲。
・「XIIX LIVE TOUR『SANITY』」でもこの2人がゲストで登場し、この楽曲を披露している[3] 。
・XIIX結成当初からこの2人とのコラボは考えていたが、「まずは納得できるところまでXIIXを育ててから」と思い、アルバム2枚出した後のタイミングで満を持してオファーした[4]  。
・2人の参加が決まってから曲の制作を開始し、当初は「ルパン三世」や「007」みたいな世界観をイメージしていたが納得できる形にならず、その曲は没にして「もうちょっと肩の力を抜いて、ポロッと歌えるような感じ」にしたいと思い、今の形になった[4]  。
・サックスのフレーズは須藤が作った叩き台を元に谷中とLINEでやり取りしながら作った[4]。
・歌詞に登場する「ダチのケイスケ」は斎藤とSKY-HIの高校時代のバンド仲間[4]。
4. 次の朝へ
・「アカシ」と同時期に作られており、デモの状態のまま2年くらい寝かしていた[2]。
5. シトラス
・「次の朝へ」同様、約2年間寝かされていたが、アルバム制作の終盤で全体のバランスを見て「力が抜けるような曲が欲しい」と思い収録されることになった[2]  。
・生ベースが使われておらず、シンセベースのみとなっている。
6. あれ
・2020年8月29日にYouTubeの企画『in the Rough』で公開されていた楽曲で、[5]今作で初めて正式にリリースされた。
・須藤曰く「XIIX版のレッチリ」。
7. まばたきの途中 feat. 橋本愛
・配信シングルとして2022年7月13日にリリース。
・全国ツアー『in the Rough 1』で初披露された楽曲。
・女優の橋本愛とのコラボ楽曲。
・斎藤がこの曲を作った時「2番は自分じゃない人が歌った方が良い気がする」と思い、THE FIRST TAKEで「木綿のハンカチーフ」を歌った橋本が思い浮かんでオファーした[6]。
8. アカシ
・弦編曲 : 須藤優、門脇大輔
・配信シングル。
・アニメ「ドラゴンクエスト ダイの大冒険」エンディング主題歌[7]  。
・XIIX初のタイアップ楽曲[8] 。
・須藤はアニメの監督との打ち合わせ中にトラック全体のイメージが思い浮かんで、打ち合わせ後すぐに打ち込んだ[8]。
・ストリングスのアレンジにこだわり、レコーディング直前まで考えた[8]。
・斎藤の意向により、フレデリックの高橋武が参加している[2]。
9. 正者の行進
・ギターと歌を中心としたスタジアムロックナンバーとなっている[2]  。
・全国ツアー『in the Rough 1』で録音したお客さんのクラップの音を使用している[2] 。
・須藤はKAMINARI GUITARSによって新たに作られた5弦ベースを演奏している。
10. うらら
・事前にアレンジをがっつり決めず、サポートメンバーの演奏に対して須藤がその場でディレクションする形でレコーディングされた[2]。
11. White Song
・斎藤はこの曲と歌詞について「リスナーとの距離感、温度感みたいなものも含めたいと思っていた」と語っている[2]  。
・須藤はウッドベースを演奏している。
12. タイニーダンサー
・「自分たちとは何か？」ということに正面から向き合い、そこから進んでいく、変わっていくことに希望を見出したくて書いた、今作のテーマを象徴する歌詞となっている[2]  。
・内澤に歌詞を依頼した「魔法の鏡」が出来る前からこの曲の歌詞の"鏡"というワードがあり、図らずもリンクする形となった[2]。
13. All Light
・当初は「タイニーダンサー」が最後の曲になる予定だったが「ちょっと重いね」という話になり、気持ちよく聴き終えられるアルバムになるように収録された[2] 。
・生ベースが使われておらず、シンセベースのみとなっている。

## 参加ミュージシャン
XIIX
Vocal + Guitar : 斎藤宏介
Bass + All Other Instruments : 須藤優
Produced by XIIX 

Additional Musicians
Baritone Sax : 谷中敦 [M03]
Rap : SKY-HI [M03]
Vocal : 橋本愛 [M07]
Drums : 堀正輝 [M02, 09, 10], 玉田豊夢[M04,12], 河村吉宏 [M06], 松下マサナオ [M07], 高橋武 [M08]
Beat Programming : 堀正輝 [M03]
Percussion : 朝倉真司 [M10]
Keyboards : 渡辺シュンスケ [M04, 07, 12], 山本健太 [M10, 11]
Flugelhorn : 湯本淳希 [M07]
Cello : 結城貴弘 [M11]
Chorus : 秦千香子 [M11]
Strings : 門脇大輔ストリングス [M01, 08]
　「魔法の鏡」
　1st Violin : 門脇大輔, 大鳩世菜
　2nd Violin : 山本大将, 髙橋輝
　Viola : 梶谷裕子, 田島華乃
　Cello : 村中俊之, 関口将史
　「アカシ」
　Violin : 門脇大輔 , 藤縄陽子, 友清麻機子, 中島優紀
　Violin & Viola : 藤田弥生
　Viola : 田島華乃

## 「XIIX LIVE TOUR『in the Rough 1』at TOKYO DOME CITY HALL 2022.06.06」+ Behind The Scenes (BD, DVD Disc 1)
1. Endless Summer
2. talk to me
3. フラッシュバック
4. E△7
5. おもちゃの街
6. ハンドレッド・グラビティ
7. Fantome
8. Sway
9. Stay Mellow
10. like the rain
11. 空も飛べるはず
12. LIFE IS MUSIC!!!!!
13. Vivid Noise
14. No More
15. アカシ
16. まばたきの途中 (ENCORE)
17. Answer5 (ENCORE)

## 「XIIX LIVE TOUR『SANITY』at LINE CUBE SHIBUYA 2022.10.20」+ Behind The Scenes (BD, DVD Disc 2)
1. ハンドレッド・グラビティ
2. Stay Mellow
3. ilaksa
4. おもちゃの街
5. ZZZZZ
6. LIFE IS MUSIC!!!!!
7. E△7
8. No More
9. まばたきの途中
10. ホロウ
11. like the rain
12. フラッシュバック
13. アカシ
14. Vivid Noise feat. SKY-HI
15. 4:43 AM feat. 谷中敦
16. スプレー feat. SKY-HI & 谷中敦
17. Endless Summer
18. Halloween Knight (ENCORE)
19. Light & Shadow (ENCORE)
20. Answer5 (ENCORE)

　Band Members
- Drums : 堀正輝
- Keyboards : 山本健太
- DJ & Manipulator: HIRORON
- GUEST: SKY-HI [M14, 16]、谷中敦 [M15, 16]